# Rolf Feltscher
Rolf Feltscher Martínez (Bülach, Zürich kanton, 1990. október 6. –) svájci-venezuelai labdarúgó, a német MSV Duisburg hátvédje. Bátyja, Frank Feltscher és mostohaöccse, Mattia Desole szintén svájci utánpótlás-válogatott labdarúgók, Frank hozzá hasonlóan venezuelai válogatott is.

## Pályafutása

### A válogatottban
2011 és 2021 között 27 alkalommal szerepelt a venezuelai válogatottban, melynek tagjaként részt vett a  2016-os Copa América tornán.